# Zouérat
Zouérat of Zouérate (Arabisch: الزويرات) is de grootste stad in noord Mauritanië en is de hoofdstad van Tiris Zemmour, de noordelijkste regio van het land dat in het noordoosten grenst aan Algerije en in het oosten aan Mali.
Rondom de plaats liggen diverse ijzerertsmijnen van het staatsmijnbouwbedrijf Société Nationale Industrielle et Minière. Zouérat is het startpunt van de 704 kilometer lange spoorlijn van Mauritanië. Deze lijn verbindt de winning van ijzererts in Zouérat met de haven van de grote stad Nouadhibou. De treinen die over dit spoor rijden behoren tot de zwaarste en langste treinen ter wereld. Een trein bestaat doorgaans uit zo'n 200 tot 210 wagons.
In 2006 was Zouérat de finishplaats van de 6e etappe van de rally Parijs-Dakar. Eerder die dag waren de coureurs vertrokken vanuit het Marokkaanse Tan-Tan. De tocht leidde de coureurs over vrijwel alleen zandduinen. 